# نقص السلاميات
نقص السلاميات أو نقص السلامى (بالإنجليزية: Hypophalangism)‏ هوَ عيب خلقي يؤدي إلى غياب (عدم وجود) واحد أو أكثر من السلاميات (أصابع اليد أو القدم).